# Pro Wrestling USA
Pro Wrestling USA foi uma promoção de wrestling profissional estadunidense que atuou na década de 1980. Foi uma tentativa de unificar diversas promoções já existentes como a Jim Crockett Promotions, e a American Wrestling Association (AWA).